# Charles Hefferon
Charles Augustus Hefferon (* 25. Januar 1878 in Bishop’s Green, Berkshire, England; † 13. Mai 1932 in Brampton, Ontario, Kanada) war ein südafrikanischer Leichtathlet und Medaillengewinner bei Olympischen Spielen.

## Leben
Bereits in jungen Jahren verließ Charles Hefferon seinen kleinen Geburtsort nahe Newbury und wanderte nach Kanada aus, wo er sich zunächst in Brandon (Manitoba) niederließ. Er trat frühzeitig den Kanadischen Streitkräften bei, mit denen er 1901 nach Südafrika gerufen wurde, um im Zweiten Burenkrieg zu kämpfen. Nach Ende des Krieges 1902 blieb er in Südafrika, wo er in Bloemfontein heiratete.
Hefferon verfügte zweifellos über ein außergewöhnliches läuferisches Vermögen, das ihm zwischen 1904 und 1909 ohne Unterbrechung die südafrikanische Meisterschaft über eine Meile und über vier Meilen einbrachte. 1909 gewann er außerdem auch den Titel über zehn Meilen.
Seinen sportlichen Höhepunkt erreichte Hefferon 1908 bei den Olympischen Spielen in London, wo er für Südafrika an den Start ging, das Land, in dem er inzwischen sieben Jahre lebte.
Am 15. Juli startete Hefferon im ersten von sechs Vorläufen über fünf Meilen. Für den Endlauf qualifizierten sich die sechs Vorlaufsieger und die vier schnellsten Zweiten. Hefferon wurde Zweiter hinter John Svanberg, der zu jener Zeit als einer der weltbesten Langstreckenläufer galt, erreichte dabei aber die beste Zeit aller Zweitplatzierten und war damit fürs Finale startberechtigt. Am 18. Juli beim Finallauf musste sich Hefferon unter zehn Teilnehmern mit dem vierten Platz begnügen und verpasste so knapp die Ehre, als erster Medaillengewinner für Südafrika bei den Olympischen Spielen in die Geschichte einzugehen.
Am 24. Juli, zwei Tage nachdem sein Landsmann Reggie Walker Olympiasieger im 100-Meter-Lauf wurde, startete Hefferon im Marathonlauf. Von Beginn des Rennens an hielt sich Hefferon stets in der Spitzengruppe auf und ließ sich vom äußerst hohen Tempo mitreißen. Nach 23 km übernahm er sogar die Führung und hatte nach 32 km einen Vorsprung von 3:52 min auf den folgenden Läufer Dorando Pietri. Danach musste Hefferon seinem Tempo jedoch Tribut zollen, sein Kilometerdurchschnitt stieg auf 5:15 min, und dennoch hatte er nach 38 km einen Vorsprung von fast zwei Minuten. Schließlich musste Hefferon sein Lauftempo reduzieren und verfiel in ein hohes Gehtempo, was dazu führte, dass Pietri ihn nach 40 km überholen konnte, und auch John Hayes zog noch kurz vor dem Einlauf ins Stadion an Hefferon vorbei. Als Dritter lief er gerade ins Stadion ein, als sich auf der Ziellinie ein Drama um den ersten Läufer Pietri abspielte. Durch die spätere Disqualifikation von Pietri wegen Fremdhilfe errang Hefferon schließlich den zweiten Platz. Einige Offizielle der südafrikanischen Mannschaft sahen Hefferon sogar als Sieger, denn sie waren der Auffassung, auch Hayes habe auf der Strecke Fremdhilfe in Anspruch genommen. Es war Hefferon, der darauf drängte, den Protest zurückzuziehen.
Platzierungen bei Olympischen Spielen:
- IV. Olympische Sommerspiele 1908, London
  - Marathon – Silber mit 2:56:06,0 h (Gold an John Hayes aus den USA mit 2:55:18,4 h; Bronze an Joseph Forshaw aus den USA mit 2:57:10,4 h)
  - 5 Meilen – Vierter mit 25:44,0 min (Gold an Emil Voigt aus dem Vereinigten Königreich mit 25:11,2 Min.)

Hefferon blieb noch eine Weile in England, beteiligte sich auch an einigen Läufen, kehrte dann aber nach Südafrika zurück, wo er bis 1911 ansässig war. Danach zog es ihn jedoch wieder nach Kanada. Als Soldat kam er im Ersten Weltkrieg erneut nach Europa und blieb dort bis zum Kriegsende. Nach Kanada heimgekehrt suchte er nach einer neuen Aufgabe und fand sie im Polizeidienst. Er durchlief mehrere Dienststellen, bis er 1930 als Motorradstreife bei der Highway Patrol anfing.
Am 12. Mai 1932 verunglückte Hefferon mit seinem Motorrad bei einer Kollision mit einem Auto, dessen Fahrer ihn übersah, als er im Einsatz von einer Nebenstraße auf den Highway einbog. Einen Tag später erlag Hefferon im Krankenhaus seinen Verletzungen.